# (612883) 2004 TF282
(612883) 2004 TF282 est un objet transneptunien faisant partie des objets épars. Il pourrait mesurer entre 200 km et 250 km de diamètre.